# Desta Yohannes
Desta Yohannes Egeta (amh. ደስታ ዮሃንስ; ur. 17 kwietnia 1998 w Auasie) – piłkarz etiopski grający na pozycji lewego obrońcy. Od 2021 roku jest zawodnikiem klubu Adama City FC.

## Kariera klubowa
Swoją karierę piłkarską Desta rozpoczął w klubie Hawassa City SC. W sezonie 2015/2016 zadebiutował w jego barwach w pierwszej lidze etiopskiej. W 2018 roku przeszedł do Defence Force SC, a w 2021 do Adama City FC.

## Kariera reprezentacyjna
W reprezentacji Etiopii Desta zadebiutował 5 sierpnia 2017 roku w zremisowanym 0:0 towarzyskim meczu z Zambią rozegranym w Lusace. W 2022 roku został powołany do kadry na Puchar Narodów Afryki 2021, jednak nie rozegrał na nim żadnego meczu.